# Creixomil (Guimarães)
Creixomil es una freguesia portuguesa del concelho de Guimarães, en el distrito de Braga, con 2,92 km² de superficie y 9 641 habitantes (2011). Su densidad de población es de 3 301,7 hab/km².
Creixomil forma parte del área urbana de la ciudad de Guimarães y en su patrimonio histórico-artístico destacan la iglesia parroquial (que adquirió su forma actual en 1854), las capillas de S. Lázaro (1600), de Nuestra Señora de la Luz (siglo XVII) y de San Pablo (1719), el oratorio del Señor de Bonfim (1750) y el monumento conmemorativo conocido como Padrão de D. João I, levantado en estilo gótico flamígero por el rey Juan I de Portugal en recuerdo, bien de la batalla de Aljubarrota (1385), bien de la toma de Ceuta (1415). Existen también hasta tres cruceros, de los que el más destacado es el denominado del Señor de la Cruz de Piedra.